# Sport Puerto Aéreo
Sport Puerto Aéreo es un club de fútbol oriundo del distrito de La Tinguiña, departamento de Ica. Fue fundado en 1934 y juega en la Copa Perú.

## Historia
En los años 1930, cuando no existía todavía la carretera Panamericana, surgió un aeropuerto en la pampa de La Tinguiña. Los aviones Faucett transportaban a los hacendados iqueños como también a los turistas que visitaban la laguna de Huacachina. El aeropuerto llegó a su apogeo y el 8 de enero de 1934 un grupo de tinguiñanos funda el club Sport Puerto Aéreo.
Fue campeón departamental de Ica en 1987 tras vencer a Saragoza de Pisco en partido definitorio y clasificó a la Etapa Regional de 1988. En esa etapa logró el ascenso a Segunda División tras quedar segundo detrás de Bella Esperanza.
En la Segunda División 1989 no pudo llegar a la liguilla final por el título y en el torneo siguiente perdió la categoría. Participó de la Etapa Regional de la Copa Perú 1991 donde clasificó a la liguilla final contra Grumete Medina (Callao), Estrella Azul (Ventanilla) y Alejandro Villanueva (Chincha Alta). Ganó esa liguilla logrando el título de la Región IV y el retorno a Segunda División.
Hizo de local en Pisco en la Segunda División 1992, donde finalizó en el penúltimo lugar y descendió a su liga de origen.
En 2011 fue subcampeón en la Liga Distrital de La Tinguiña clasificando a la Etapa Provincial. Allí fue eliminado en primera ronda tras finalizar último en su grupo.
En 2017 en primera ronda de la Etapa Provincial eliminó a Alianza Guadalupe pero en segunda fase cayó ante 18 de Febrero de Parcona. En 2018 fue eliminado en primera ronda por Genaro Salas de Pachacútec.

## Datos del club
- Temporadas en Segunda División: 3 (1989, 1990 y 1992).

## Sede
El club cuenta con su local propio ubicado en la Avenida Julio Cevasco N.º 241 en el distrito de La Tinguiña.

## Entrenadores
- Jorge Melchor Campos Gutiérrez (1990-1992)
- César Velásquez (1994)
- Henry Huarcaya (1995)
- Marcos Martínez (2025)
- José Cajo (2025)

## Palmarés

### Torneos regionales
| Competición regional                | Títulos     | Subcampeonatos          |
| ----------------------------------- | ----------- | ----------------------- |
| Liga Departamental de Ica (1/0)     | 1987.       |                         |
| Liga Provincial de Ica (1/1)        | 1987.       | 2025.                   |
| Liga Distrital de La Tinguiña (2/4) | 1977, 1987. | 2011, 2017, 2018, 2025. |

## Enlaces
1. ↑  Historia del Distrito de La Tinguiña
2. ↑  Puerto Aéreo: Vuelo desde La Tinguiña
3. ↑  Peru 2nd Division (Segunda Profesional) Final Tables
4. ↑  Ica: Llegó al clímax

- Liga Distrital La Tinguina 2015
- Liga Distrital La Tinguina 2016
- Liga Distrital La Tinguina 2017